# Dobel
Dóbel je desni pritok potoka Črnec v ravninskem delu Prekmurja. Izvira kot majhen vodotok vzhodno od Cankove, le nekaj sto metrov zahodno od reke Ledave, vendar teče ves čas vzporedno z njo po ravnini večinoma proti jugovzhodu in se izliva v Črnec šele jugovzhodno od Beltinec.
V zgornjem toku teče deloma še po majhni in vijugasti naravni strugi, obdani z gostim obvodnim rastjem in ponekod skozi mokrotne loge. Južno od Murske Sobote so ga speljali pod razbremenilnim kanalom Ledava–Mura in pod pomursko avtocesto, dolvodno od tam teče večinoma po umetno regulirani strugi. Nekdaj je imel potok več vode, saj se je napajal tudi iz plitvih izvirov podtalnice (prekmursko vretine), po obsežnih regulacijah se je njena gladina znižala, zaradi česar potok poleti in ob daljših sušah presahne. Ob močnejših padavinah potok naraste in še vedno poplavlja okoliško ravnino, mdr. novembra 1998, ko je poplavil vas Krajna, v Vanči vasi pa so morali celo prekopati cesto proti Tišini, da je mogla voda odteči.